# 哈伦塞
哈伦塞（德語：Halensee，德語：[ˈhaːlən̩ˌzeː] ⓘ）是德国柏林与夏洛滕堡-维尔默斯多夫区的一个下属区，得名于同名湖泊。该区于2004年从维尔默斯多夫划出成立。